# Yauyucan
 Yauyucán es una localidad peruana. Capital del distrito de Yauyucan, que conforma la Provincia de Santa Cruz (Cajamarca), ubicada en el Departamento de Cajamarca, bajo la administración del Gobierno Regional de Cajamarca, en el norte central del Perú.

## Hitos urbanos
La localidad de Yauyucán se encuentra a 3000 MSNM y tiene entre sus principales caseríos a: La Palma, puchuden yanacu alto, yanayacu bajo, san Pablo, 
 laypampa,caxamarca, sigues y chilal

## Festividades
Corpus Christi en el mes de enero